# Jestřebí (Šumperki járás)
Jestřebí település Csehországban, Šumperki járásban. Jestřebí Zábřeh, Lukavice, Mohelnice, Rájec, Krchleby, Nemile és Zvole településekkel határos. Lakosainak száma 679 fő (2024. január 1.).

## Népesség
A település lakosságának változását az alábbi diagram mutatja:
| Lakosok száma | 934  | 952  | 931  | 576  | 597  | 552  | 627  | 638  | 674  | 679  |
|               | 1869 | 1890 | 1921 | 1950 | 1980 | 2001 | 2017 | 2019 | 2022 | 2024 |